# General Aviation XFA
General Aviation XFA – amerykański dwupłatowy myśliwiec, zbudowany przez General Aviation dla US Navy.

## Rozwój
PW-4 został zbudowany wg specyfikacji US Navy nr 96, czyli lekki myśliwiec stacjonujący na lotniskowcu. Specyfikacja ta została wydana jako przykrywka dla prawdziwego pragnienia US Navy na samolot dla lotniskowca, Curtiss XF9C. XFA był jednokomorowym dwupłatem z całkowicie metalowym kadłubem i metalowym, laminowanym poszyciem. Konstrukcja kadłuba samolotu była innowacyjna: zamiast używania złączeń zakładkowych, końcówki każdego z paneli były zgięte do wewnątrz, z nitami łączącymi je wewnątrz, dzięki czemu złączenia nie były widoczne na zewnątrz samolotu. Górne skrzydło typu mewa było pokryte tkaniną. Prototyp został zamówiony w 1930 r., ale w międzyczasie kompania przeszła reorganizację, która opóźniła prace nad samolotem. Dostarczony na testy w 1932 r., wykazał słabe właściwości lotu, w tym niestabilność poziomą i zbyt czułe stery. General Aircraft zwiększyło powierzchnię tylnych powierzchni i przeprowadziło kilka innych zmian, a następnie oddało samolot do kolejnych testów.
Problemy ze stabilnością okazały się jeszcze większe. Samolot podnosił się po dodaniu gazu, lecz potem nagle spadał po ponownym zmniejszeniu prędkości. Po kolejnej serii modyfikacji i kilku unikniętych wypadkach, samolot został ostatecznie uznany za niebezpieczny i zaniechano dalszych prac.

## Dane techniczne
Dane z: The American Fighter from 1917 to the present
Charakterystyki ogólne
- Załoga: 1
- Długość: 6,75 m
- Wysokość: 2,81 m
- Rozpiętość:  7,77 m
- Powierzchnia nośna: 16,25 m²
- Masa własna: 833 kg
- Masa całkowita: 1138 kg
- Napęd: 1 × silnik gwiazdowy Pratt & Whitney R-1340-C o mocy 450 KM

Osiągi
- Prędkość maksymalna: 170 km/h
- Zasięg: 834 km
- Pułap: 6157 m
- Prędkość wznoszenia: 7,47 m/s

Uzbrojenie
- 2 × karabin maszynowy kal. 7,62 mm